# 바둔
바둔(중국어: 巴顿, 1995년 9월 16일 ~ )는 중화인민공화국의 축구 선수로, 포지션은 윙어이다. 현재 톈진 진먼후 소속이다.